# Chủ nghĩa môi trường

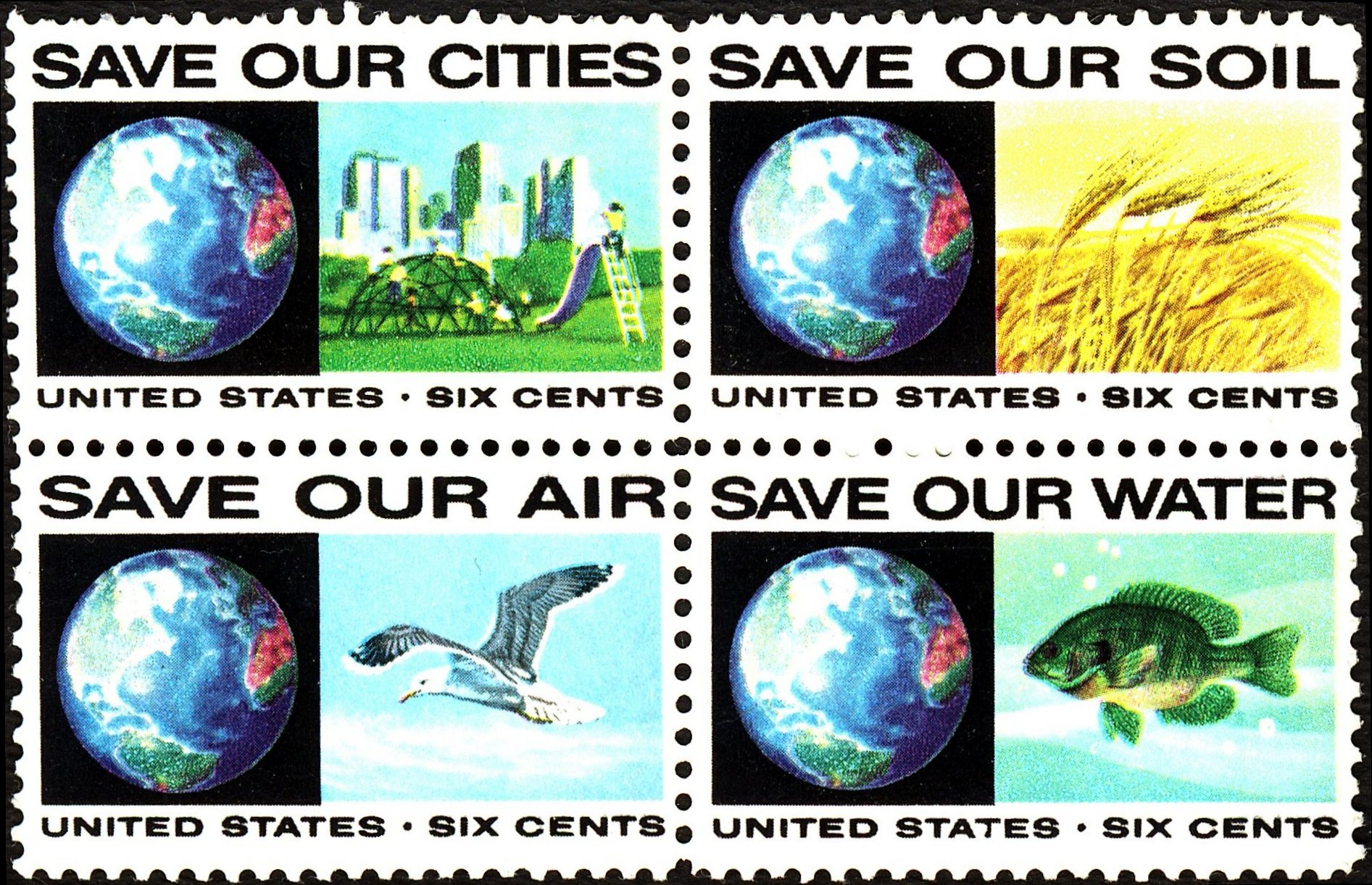
Chủ nghĩa môi trường trên tem Hoa Kỳ.

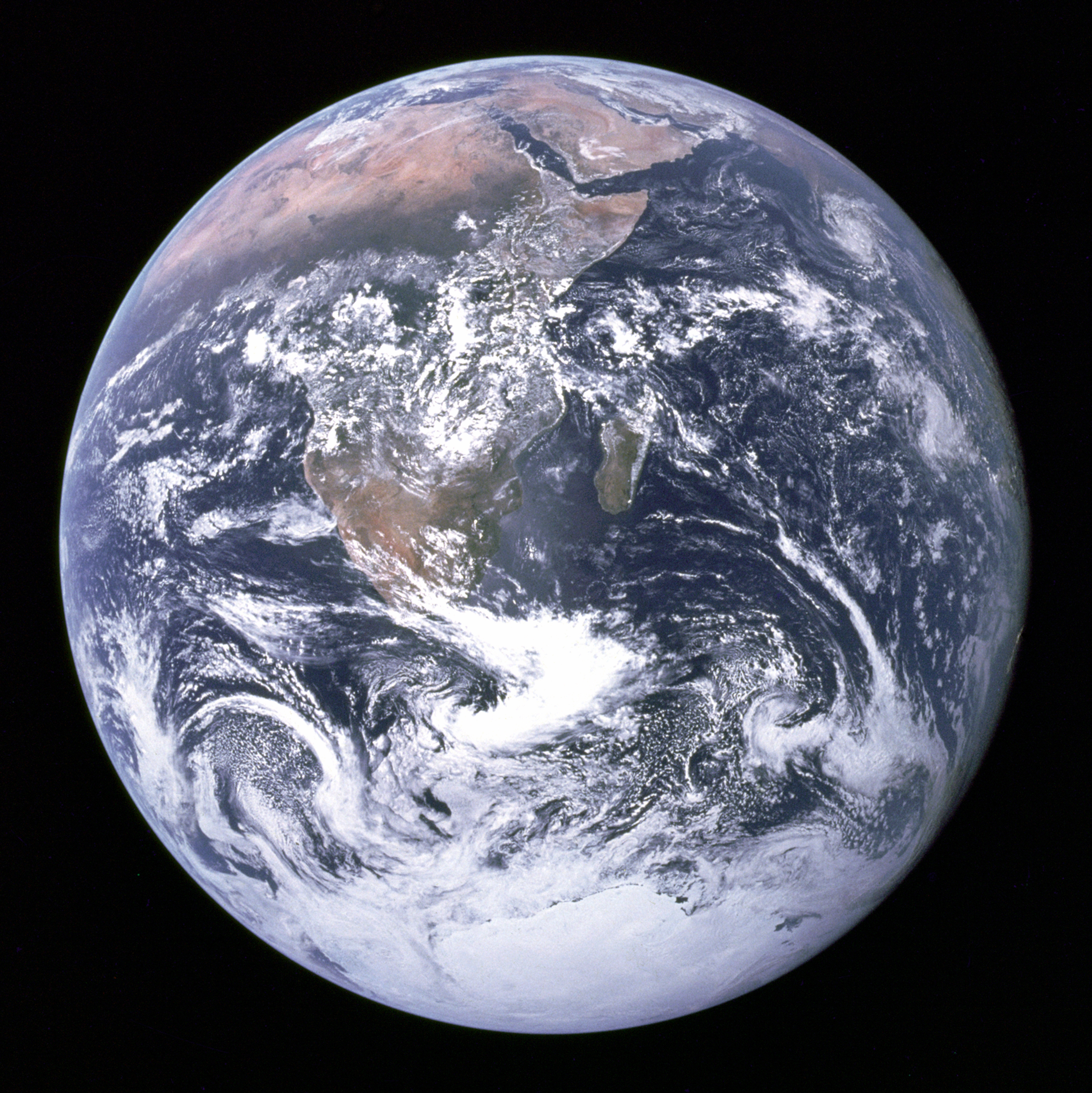
Bức ảnh Viên bi xanh lịch sử. Môi trường là mối quan tâm chung toàn cầu.

Chủ nghĩa môi trường là một phong trào xã hội và triết lý rộng lớn đặt trọng tâm vào bảo tồn và cải thiện môi trường. Chủ nghĩa môi trường được biểu trưng bởi màu xanh lá cây.

## Phong trào môi trường
Phong trào môi trường, một thuật ngữ được hiểu là bao gồm cả phong trào phong trào bảo tồn và phong trào xanh là một cuộc vận động chính trị và xã hội, mang tính khoa học ủng hộ việc quản lý bền vững tài nguyên thiên nhiên, bảo vệ và đôi khi cả phục hồi môi trường tự nhiên thông qua những thay đổi trong chính sách công và cả hành vi của cá nhân. Trong nhận thức của phong trào, con người là một phần của các hệ sinh thái tự nhiên và phong trào đặt trọng tâm vào các vấn đề sinh thái, sức khỏe và quyền con người.

## Chủ nghĩa tự do xanh
Chủ nghĩa tự do xanh là thuật ngữ chỉ những nhà tự do đặt mối quan tâm đến vấn đề môi trường vào trong hệ tư tưởng của họ. Chủ nghĩa tự do xanh đặt cao giá trị môi trường và xem cần phải gìn giữ môi trường cho các thế hệ sau nguyên trạng hay nói cách khác những thế hệ con cháu chúng ta cần được thừa hưởng một Trái đất không bị tổn thương. Chủ nghĩa tự do xanh xem thế giới tự nhiên trong khuôn khổ của lý thuyết hệ (tức xem cả tự nhiên như một hệ thống) và ở trong trạng thái thủy động học (tức trong trạng thái chuyển dịch như đối với các chất lưu). Và do vậy cần hạn chế các hoạt động của con người phá hoại môi trường tự nhiên và cần tái tạo lại những khu vực đã bị phá hủy.
Về mặt kinh tế, các nhà tự do xanh đứng giữa các nhà tự do cổ điển và các nhà tự do mới; họ ủng hộ một nhà nước nhỏ hơn là những nhà tự do mới (xem chủ nghĩa tự do mới trong Chủ nghĩa tự do) nhưng nhiều hơn các nhà tự do cổ điển. Một số nhà tự do xanh ủng hộ chủ nghĩa môi trường thị trường tự do và do vậy chia sẻ những giá trị tương đồng với các nhà tự do cổ điển và các nhà tự do cá nhân (xem Chủ nghĩa tự do cá nhân).

## Kinh tế học môi trường
Việc phá hoại môi trường xét theo quan điểm của bộ môn kinh tế học được quan niệm thông thường là thị trường tự bản thân không có khả năng hiệu chỉnh những ảnh hưởng của các yếu tố ngoại biên của sản xuất công nghiệp và sự sử dụng cạn kiệt tài nguyên. Tức là các công ty nhận được toàn bộ lợi nhuận mang lại từ việc sản xuất ra các chất ô nhiễm nhưng lại không phải chịu hết toàn bộ chi phí xã hội của việc gia tăng ô nhiễm. Như vậy tự bản thân thị trường có cơ chế nội tại khuyến khích việc phá hoại môi trường.
Nhà kinh tế học sinh thái Robin Hahnel đã nghiên cứu và đưa ra bốn nhược căn cơ bản của nền kinh tế thị trường đối với vấn đề môi trường:
1. khai thác quá mức tài nguyên chung;
2. ô nhiễm quá mức;
3. việc giải quyết vấn đề ô nhiễm của các công ty là quá ít; và
4. tiêu dùng quá mức.

Tuy nhiên một số khác, ủng hộ quan điểm thị trường tự do, lại xem vấn đề môi trường phát sinh là do
1. Luật pháp quy định quản lý quyền tài sản không hiệu quả dẫn đến nhà tư bản không có lợi ích từ việc bảo tồn tài nguyên vì không thuộc quyền sở hữu của riêng mình
2. Luật pháp quy định việc xử phạt các hành vi vi phạm quyền dân sự (tort law) không hiệu quả khiến kẻ gây ô nhiễm được miễn trừ khỏi các tội danh bị tố hay can thiệp để khó buộc tội về mặt pháp lý. Chính do việc các cơ quan thẩm quyền bênh vực "lợi ích công" trên lợi ích riêng dẫn đến việc các ngành công nghiệp gây ô nhiễm quá mức.

Đối với vấn đề các công ty xử lý ô nhiễm quá ít, những người này phản bác rằng việc giảm thiểu ô nhiễm (công nghệ sạch) làm tăng lợi nhuận cho nhà tư bản và do vậy là hoàn toàn phù hợp với cơ chế thị trường. Còn tiêu dùng quá mức là quan niệm sai do giả thiết là các nguồn lực, tài nguyên không có tính tái tạo. Trên thực tế theo luật cung cầu khi một tài nguyên bị tiêu dùng quá mức thì giá sẽ tăng và khiến người dùng chuyển sang loại tài nguyên khác thay thế.

## Chủ nghĩa môi trường thị trường tự do
Chủ nghĩa môi trường thị trường tự do là một lý thuyết tranh biện rằng thị trường tự do, quyền tư hữu tài sản, và quy định của luật để xử phạt các vi phạm quyền dân sự (tort law) là những công cụ tốt nhất để bảo vệ sức khỏe và tính bền vững của môi trường. Luận thuyết này hoàn toàn trái với cách tiếp cận phổ biến là sử dụng can thiệp bằng các biện pháp luật pháp của chính phủ để tránh phá hoại môi trường. Những người theo chủ thuyết này chủ trương tư hữu hóa những tài sản công để tránh khai thác quá mức và buộc người chủ phải phát triển bền vững. Họ cũng là những người đề xướng ra ý tưởng kẻ nào gây ô nhiễm người đó phải trả tiền để xóa bỏ cơ chế khuyến khích các nhà tư bản gây ô nhiễm quá mức. Họ cũng chủ trương giảm bớt ảnh hưởng của các công ty lớn lên việc quyết định chính sách bằng cách tư nhân hóa tư liệu sản xuất của các công ty (như nếu các công ty khai mỏ sở hữu lớn một diện tích đất đai trên đó có khoáng sản họ sẽ tiến hành khai thác và vận động để tác động lên chính phủ cho phép khai thác cho dù về mặt kinh tế việc đó không bền vững bằng phát triển du lịch. Nhưng nếu diện tích đất đó được chia nhỏ thì những công ty trên không còn lớn nữa để ảnh hưởng đến chính sách và những người chủ tư nhân của từng thửa đất sẽ nhận ra là sẽ kinh tế hơn là phát triển du lịch thay vì đầu tư một số vốn lớn và thời gian quay vòng vốn lâu vào khai mỏ).

## Bảo vệ và bảo tồn
Ở Mỹ, bảo tồn môi trường (preservation) thường được quan niệm là không được phép khai thác hay có các hoạt động xâm phạm đến nguồn tài nguyên thiên nhiên như khai mỏ, khai thác rừng, khai thác cá mà thay vào đó là các hoạt động bền vững hơn như các hoạt động du lịch và giải trí. Còn bảo vệ môi trường (conservation) có cho phép những mức độ hoạt động phát triển công nghiệp nhất định trong những giới hạn để phát triển bền vững.. Ở những nơi khác bảo tồn và bảo vệ môi trường được sử dụng không phân biệt.

## Phong trào xanh
Các nhà hoạt động môi trường chia thành ba nhóm theo độ đậm của màu (Dark, Light, và Bright Greens).
Light Greens xem bảo vệ môi trường trước tiên và luôn luôn phải là trách nhiễm của mỗi cá nhân và xem đây là lựa chọn manh tính phong cách sống..
Ngược hẳn lại, Dark Greens xem các vấn đề môi trường là nội tại của văn minh công nghiệp có mặt ở cả xã hội tư bản và xã hội chủ nghĩa và đòi hỏi có sự thay đổi mang tính cấp tiến về mặt chính trị. Họ xem nền công nghiệp sẽ tha hóa và dẫn đến chủ nghĩa tiêu dùng, xâm hại thiên nhiên và gây cạn kiệt tài nguyên thiên nhiên. 
Nhóm còn lại Bright Greens xem những thay đổi cấp tiến trong kinh tế và chính trị là cần thiết để hướng tới phát triển bền vững nhưng bằng cách sử dụng các thiết kế và công nghệ tốt hơn cùng với các hoạt động sáng kiến của xã hội.